# Knut Østby
Knut Østby   (Modum, 12 de novembre de 1922 - Bærum, 6 d'agost de 2010) fou un piragüista noruec que va competir entre les dècades de 1940 i 1950.
El 1948 va prendre part en els Jocs Olímpics d'Estiu de Londres, on va disputar dues proves del programa de piragüisme. Formant parella amb Ivar Mathisen va guanyar la medalla de plata en el K-2 10.000 metres, mentre en el K-2 1.000 metres fou quart. Quatre anys més tard, als Jocs de Hèlsinki, tornà a disputar dues proves del programa de piragüisme. En ambdues proves fou cinquè. La tercera i darrera participació en uns Jocs va tenir lloc el 1956, quan als Jocs de Melbourne va disputar dues proves del programa de piragüisme. Destaca la vuitena posició en el K-1 10.000 metres.
En el seu palmarès també destaca una medalla de plata al Campionat del Món de piragüisme en aigües tranquil·les de 1950 i quinze títols nacionals entre 1946 i 1959. Guanyà la Copa del Rei al millor piragüista el 1955, 1956 i 1957.